# Mandado de busca
Um mandado de busca ou mandado de busca e apreensão é uma ordem judicial que um magistrado ou juiz emite para autorizar os policiais a conduzir uma busca de uma pessoa, local ou veículo por evidência de um crime e confiscar qualquer evidência que encontrar. Na maioria dos países, um mandado de busca não pode ser emitido em auxílio de processo civil.
As jurisdições que respeitam o estado de direito e o direito à privacidade restringem os poderes da polícia e normalmente exigem mandados de busca ou procedimentos equivalentes para as buscas realizadas pela polícia durante uma investigação criminal. As leis geralmente fazem uma exceção para perseguição: um policial que segue um criminoso que fugiu do local do crime tem o direito de entrar em uma propriedade onde o criminoso procurou abrigo. Isso contrasta com regimes autoritários, nos quais a polícia normalmente pode buscar e apreender propriedades e pessoas sem ter que fornecer justificativa ou garantir a permissão de um Tribunal.

## Brasil
A Constituição brasileira garante o direito de proteção à vida privada, que resguarda o espaço íntimo intransponível em decorrência de intromissões ilícitas externas, o que inclui o direito da vida íntima e da inviolabilidade do domicílio. Entretanto, tais direitos não são absolutos, permitindo sua violação diante de determinadas circunstâncias, que são descritas na constituição, como:
- flagrante delito ou desastre;
- prestação de socorro;
- determinação judicial, desde que devidamente executada durante o dia